# William H. Gilder
William Henry Gilder (* 16. August 1838 in Philadelphia; † 5. Februar 1900 in Morristown, New Jersey) war ein amerikanischer Soldat, Journalist, Entdecker und Autor. Berühmt wurde er durch seine Berichte über die Nordmeer-Expedition unter Kapitän George W. DeLong und die Arktis-Expedition unter Frederick Schwatka für den New York Herald.

## Leben
Gilder war der Sohn des gleichnamigen Methodistenpfarrers William Gilder und Bruder der Autoren und Journalisten Richard Watson Gilder, Jeannette Leonard Gilder und Joseph Benson Gilder. 
Mit Beginn des Sezessionskriegs 1861 wurde er in die 5th New York Infantry (Duryée's Zouaves) einberufen. Später wurde er zur 40th New York Infantry versetzt und schließlich im Rang eines Captain und im Brevet-Rang eines Majors ausgemustert. Einen langen Zeitraum diente er im Stab des Generals Thomas W. Egan. Zwischen 1871 und 1877 war er leitender Redakteur des Newark Register. 

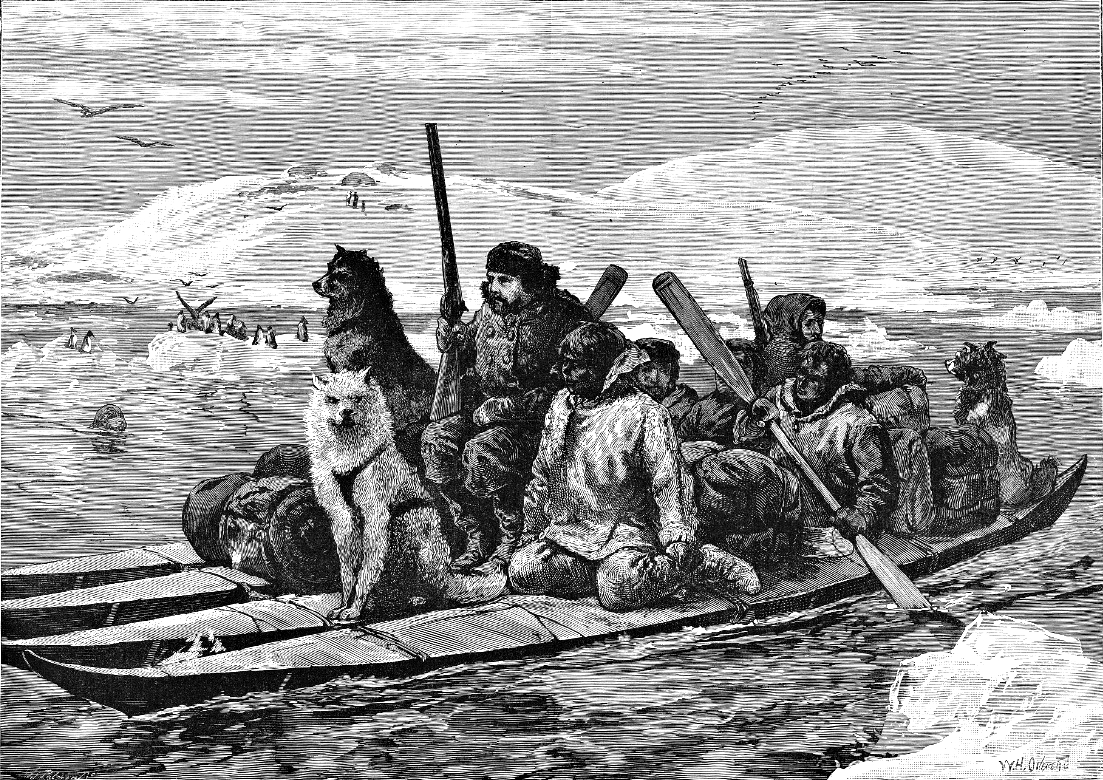
Schwatkas Expedition überquert 1879 die Simpson Strait (Stich nach einer Zeichnung von Heinrich Klutschak)

Von 1878 bis 1880 war er zweiter Leiter der Expedition unter Frederick Schwatkas Leitung zum King William Land, die nach Relikten der Expedition von John Franklin suchte. Diese Expedition nutze Überlebenstechniken der Inuit und absolvierte die bis dato längste Schlittenreise mit 3251 Statute Miles (entspricht rund 5232 km). Über die Reise, die von James Gordon Bennett junior finanziert wurde, berichtete er in dessen Zeitung New York Herald und veröffentlichte später das Buch Schwatkas Search: Sledging in the Arctic in Quest of the Franklin Records (1880).

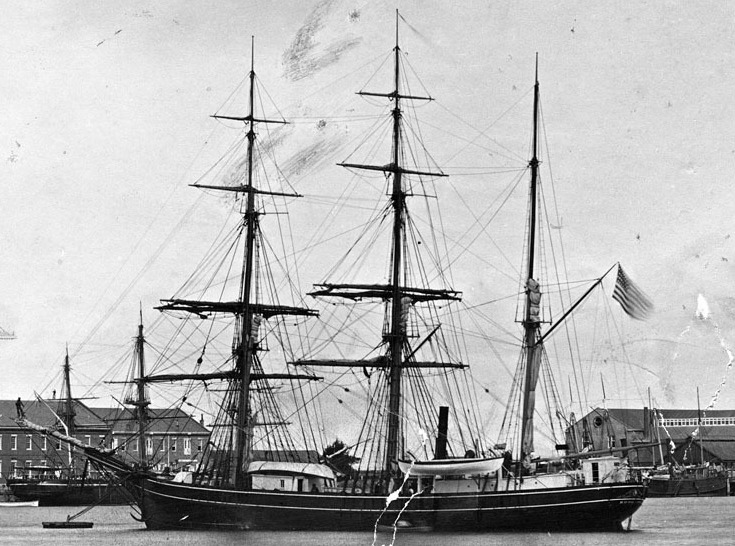
Die USS Rodgers vor ihrer Abfahrt in die Beringstraße 1881.

Nach seiner Rückkehr schloss er sich der wiederum durch Bennett finanzierten Suchexpedition unter Leitung von George W. DeLong an, die 1881 auf dem Dampfschiff Rodgers von San Francisco aus in See stach, um die 1879 gestartete und zwischenzeitlich verschollene Jeanette-Expedition zu suchen, die selbst wiederum eine Suchexpedition für Nordenskjölds Vega war. Die Rodgers brannte und sank am 30. November 1881 an der Nordküste der Tschuktschen-Halbinsel, aber die gesamte Besatzung konnte sich an Land retten. Gilder reiste per Hunde- und Rentier-Schlitten über Nischni Kolymsk westwärts bis Werchojansk und von dort nordwärts ins Lenadelta, wo er von der Suche Melvilles hörte, mit Wilhelm Nindemann sprach und schließlich DeLongs Schiffstagebuch erhielt. Über Jakutsk, Irkutsk, Tomsk und Jekaterinburg reiste er durch Europa zurück in die USA, wo er über die Reise wieder im New York Herald berichtete und später das Buch Ice-pack and Tundra: an Account of the Search for the Jeannette and a Sledge Journey through Siberia (1883) veröffentlichte.
1883 war er im nördlichsten Vietnam (Tonkin) als Kriegskorrespondent der Anfänge der Tonkin-Kampagne, 1884 berichtete er vom Erdbeben von Andalusien 1884 aus Spanien.

## Schriften
- Schwatkas Search: Sledging in the Arctic in Quest of the Franklin Records (1880)
  - deutsch: Schwatkas Search, Hamburg: tredition 2011, ISBN 978-3-8424-6359-2
- Ice-pack and Tundra: an Account of the Search for the Jeannette and a Sledge Journey through Siberia (1883)
  - deutsch: In Eis und Schnee. Die Aufsuchung der Jeanette-Expedition, Leipzig: F. A. Brockhaus 1884
  - deutsch, gekürzte Ausgabe: Der Untergang der Jeannette-Expedition (Reisen und Abenteuer 15), Leipzig: F. A. Brockhaus 1921